# Hidroelektrarna Formin
Hidroelektrarna Formin (kratica HE Formin) je ena izmed hidroelektrarn v Sloveniji; leži na reki Dravi. Spada pod podjetje Dravske elektrarne Maribor.

## Zgodovina
Formin je zadnja hidroelektrarna na slovenskem delu Drave. Ima največji rezervoar vode in je druga po proizvodnji električne energije med slovenskimi dravskimi elektrarnami. Za potrebe elektrarne je bilo zgrajeno največje umetno jezero na Slovenskem, Ptujsko jezero, katerega volumen znaša 20 milijonov m³.